# حاجی‌آباد نظری
حاجی‌آباد نظری، روستایی است از توابع بخش مرکزی شهرستان کرمان در استان کرمان ایران.

## جمعیت
این روستا در دهستان اختیارآباد قرار داشته و براساس آخرین سرشماری مرکز آمار ایران که در سال ۱۳۸۵ صورت گرفته، جمعیت آن ۱٬۹۴۹نفر (۴۸۱خانوار) بوده‌است.